# Ivdel' (fiume)
L'Ivdel' (in russo Ивдель?) è un fiume della Russia siberiana occidentale, affluente di destra della Loz'va, nel bacino dell'Irtyš. Scorre nel distretto urbano della città di Ivdel' (oblast' di Sverdlovsk).
La sorgente del fiume si trova sul versante orientale degli Urali settentrionali. Il fiume scorre principalmente verso sud-est. Sfocia nel fiume Loz'va a 332 km dalla foce dopo aver attraversato la città di Ivdel'. Il fiume ha una lunghezza di 116 km, il suo bacino è di 2 320 km².